# Tetragonia implexicoma
Tetragonia implexicoma là một loài thực vật có hoa trong họ Phiên hạnh. Loài này được (Miq.) Hook. f. miêu tả khoa học đầu tiên năm 1856.